# Georges Drano
Georges Drano, né le 6 février 1936 à Redon (Ille-et-Vilaine), est un écrivain, poète et enseignant français.
Il a vécu en Bretagne jusqu'en 1993, et réside maintenant dans l'Hérault.
Il organise et présente régulièrement des lectures publiques et participe à l'organisation de festivals de poésie ("À la santé des poètes", "les Voix de la Méditerranée", Voix Vives de Méditerranée en Méditerranée, Sète).
Son lyrisme amoureux et paysan, dont l'imagerie est souvent très heureuse ("le grand bruit des métiers à tisser de l'averse"), s'est affermi au fil de ses recueils: Le pain des oiseaux, Grandeur nature, Visage premier (1964).

## Anthologie
- Paysages traversés (Anthologie 2003-2014), Éditions du Petit véhicule, collection « Le Cercle intime », 2015[2]

## Sur Georges Drano
- Georges Drano, L'Habitant, revue Chiendents no 16 (articles de Michel Dugué, J-P Chague, André Doms, Bernard Mazo et Michel Baglin), éditions du Petit véhicule, 2012

## Prix
- Prix de poésie Guy Lévis Mano, 1992
- Prix de l'Académie de Bretagne et des Pays de Loire 2013

## Pour approfondir